# Scalmatica separata
Scalmatica separata är en fjärilsart som beskrevs av László Anthony Gozmány. Scalmatica separata ingår i släktet Scalmatica och familjen äkta malar. Inga underarter finns listade.